# Штуттгоф
54°19′44″ пн. ш. 19°09′14″ сх. д. / 54.328888888889° пн. ш. 19.153888888889° сх. д.
Штуттгоф (нім. Stutthof) — нацистський концентраційний табір. Створений 1939 року на території окупованої Третім Рейхом Польщі поблизу с. Штутгоф (нині с. Штутово), на схід від Данцига (Гданська). За роки війни в цей табір потрапили приблизно 110 тисяч ув'язнених, з яких приблизно 65 тисяч загинули. Крім медичних експериментів, відомий виробництвом мила з людських тіл. Нині на території є музей, зареєстрованим у Державному реєстрі музеїв.